# Sułków (województwo małopolskie)
Sułków – wieś w Polsce, położona w województwie małopolskim, w powiecie wielickim, w gminie Wieliczka.
W latach 1975–1998 miejscowość administracyjnie należała do województwa krakowskiego.
Sułków położony jest na granicy Wieliczki, na terenie Pogórza Wielickiego. Graniczy od zachodu z Zabawą, od północy z Małą Wsią, od wschodu z Ochmanowem i Przebieczanami, a od południa z Lednicą Górną.
W roku 2013 zaczęto budowę "Domu Ludowego".
W miejscowości znajduje się Kościół i Parafia Wniebowzięcia Najświętszej Maryi Panny.
Przez miejscowość przejeżdża Droga Wojewódzka nr 964, oraz Droga Krajowa nr 94. Południową granicę wsi wyznacza Droga Wojewódzka nr 966.
W ciągu ostatnich lat Sułków doświadczył dużego napływu nowych mieszkańców głównie z Krakowa czego skutkiem jest rosnąca w szybkim tempie zabudowa wsi.

## Sport
Na terenie miejscowości prowadzi swoją działalność klub sportowy Contra Sułków, który został założony w 1949 r. Prowadzone są trzy drużyny piłkarskie oraz sekcje siatkówki i tenisa stołowego.